# Michael Thomas (Footballspieler, 1990)
Michael J. Thomas (* 17. März 1990 in Houston, Texas) ist ein ehemaliger US-amerikanischer American-Football-Spieler auf der Position des Safety. Während seiner Karriere in der NFL spielte er für die Miami Dolphins, New York Giants, Houston Texans sowie die Cincinnati Bengals. Nach seinem Karriereende begann er für die National Football League Players Association als Player Director zu arbeiten.

## Frühe Jahre
Thomas besuchte die Nimitz High School in seiner Geburtsstadt, für die er in der Footballmannschaft aktiv war. Dort spielte er unter anderem als Runningback und in der Defense. In seinen letzten beiden Jahren konnte er mit dem Ball für 1548 Yards und 12 Touchdowns laufen. Nach seinem Highschoolabschluss erhielt er ein Stipendium der Stanford University in Kalifornien, für die er von 2008 bis 2011 spielte. Schon in seinem ersten Jahr kam er regelmäßig in der Defense und in den Special Teams zum Einsatz. Insgesamt kam er für seine Universitätsmannschaft in 51 Spielen zum Einsatz und konnte dabei 189 Tackles, 2,5 Sacks, 5 Interceptions, 3 erzwungene Fumbles und 2 defensive Touchdowns verzeichnen. Mit seinem Team konnte er 2011 die North Division der Pacific-12 Conference gewinnen. Zusätzlich gab es 2010 einen Sieg im Orange Bowl und 2012 einen Sieg im Rose Bowl.

## NFL

### San Francisco 49ers
Beim NFL-Draft 2012 wurde Thomas von keinem Team ausgewählt. Daraufhin unterschrieb er einen Vertrag bei den San Francisco 49ers, wo Jim Harbaugh, sein ehemaliger Head Coach an der Stanford University, inzwischen Cheftrainer war. Die gesamte Saison 2012 verbrachte er als Teil des Practice Squads der 49ers, ohne in einem Spiel zum Einsatz zu kommen. Auch vor der Saison 2013 wurde er wieder Teil des Practice Squads der 49ers und verbrachte dort den ersten Teil der Saison.

### Miami Dolphins
Am 10. Dezember 2013 unterschrieb er einen Vertrag bei den Miami Dolphins. Dort gab er sein NFL-Debüt am 15. Spieltag beim 24:20-Sieg gegen die New England Patriots, bei dem er 3 Tackles verzeichnete und eine Interception von Tom Brady fing. Daraufhin wurde er direkt zum AFC Defensive Player of the Week gewählt. In der Folge kam er noch in zwei weiteren Spielen in der Saison zum Einsatz. Auch in der Saison 2014 kam er regelmäßig als Backup in der Defense der Dolphins zum Einsatz. Am 2. Spieltag stand er das Mal in seiner Karriere als Starter auf dem Feld. Bei der 10:29-Niederlage gegen die Buffalo Bills konnte er 4 Tackles verzeichnen, ein Höchstwert für ihn in dieser Saison. Im November verletzte er sich jedoch und wurde am 3. November 2014 auf die Injured Reserve Liste gesetzt. Er verpasste die restliche Saison und kam insgesamt nur in 8 Spielen zum Einsatz, davon in zwei von Beginn an. Sein Breakout-Year hatte Thomas dann in der Saison 2015. Dabei kam er in allen 16 Spielen zum Einsatz, davon in 12 von Beginn an, vor allem in der 2. Saisonhälfte. Am 15. Spieltag der Saison 2015 konnte er bei der 14:30-Niederlage gegen die San Diego Chargers insgesamt 14 Tackles verzeichnen, seinen Karrierehöchstwert.
Auch in der Saison 2016 kam er wieder in allen 16 Spielen zum Einsatz, dabei konnte er allerdings nicht mehr in so vielen Spielen starten wie in der vorherigen Saison. Am 2. Spieltag konnte Thomas bei der 24:31-Niederlage gegen die New England Patriots einen Sack an Jacoby Brissett verzeichnen. Außerdem konnte er noch einen Fumble erzwingen. Mit den Miami Dolphins konnte er in dieser Saison 10 Spiele gewinnen und dabei nur 6 verlieren, und sich somit für die Playoffs qualifizieren. Dort trafen sie in der 1. Runde auf die Pittsburgh Steelers. Thomas spielte in diesem Spiel von Beginn an und konnte eine Interception von Quarterback Ben Roethlisberger fangen, jedoch die 12:30-Niederlage nicht verhindern. Auch in der Saison 2017 kehrte er zu den Dolphins zurück. Er kam in den ersten 13 Spielen zum Einsatz, konnte aber nur noch in 2 Spielen von Beginn an spielen. Am Ende der Saison verletzte er sich am Knie.

### New York Giants
Am 26. März 2018 unterschrieb Thomas einen Vertrag über 2 Jahre bei den New York Giants. Sein Debüt dort gab er am 1. Spieltag bei der 15:20-Niederlage gegen die Jacksonville Jaguars  und konnte dabei 2 Tackles verzeichnen. Am 11. Spieltag konnte er beim 38:35-Sieg gegen die Tampa Bay Buccaneers eine Interception von Ryan Fitzpatrick fangen, am 14. Spieltag konnte er beim 40:16-Sieg gegen die Washington Redskins eine weitere fangen, diesmal von Quarterback Josh Johnson. Bei der 0:17-Niederlage gegen die Tennessee Titans am 15. Spieltag konnte er den 2. Sack seiner Karriere verzeichnen, diesmal an Quarterback Marcus Mariota. Insgesamt kam er auch für die Giants in allen 16 Spielen zum Einsatz in der Defense und den Special Teams, davon sechsmal als Starter. Nach der Saison 2018 wurde er als Spieler der Special Teams in den Pro Bowl 2019 gewählt, als Ersatz für Cory Littleton von den Los Angeles Rams. Auch in der Saison 2019 kam er in allen 16 Spielen zum Einsatz, diesmal allerdings verstärkt in den Special Teams. Er war nur noch zweimal Starter. Nach der Saison wurde er ein Free Agent.

### Houston Texans
Daraufhin unterschrieb er am 28. April 2020 einen Vertrag bei den Houston Texans in seiner Geburtsstadt. Sein Debüt für sein neues Team gab er bei der 20:34-Niederlage gegen die Kansas City Chiefs am 1. Spieltag. In der Folge kam er in 10 Spielen zum Einsatz, ehe er sich einen Brustmuskel riss, auf die Injured Reserve Liste gesetzt wurde und für die restliche Saison ausfiel. Aufgrund seines weitreichenden Engagements auch neben dem Platz wurde er von den Texans für den Walter Payton Man of the Year Award 2020 nominiert.

### Cincinnati Bengals
Am 5. Oktober 2021 nahmen die Cincinnati Bengals Thomas für ihren Practice Squad unter Vertrag. Im November 2021 wurde er schließlich in den aktiven Kader der Bengals befördert. So gab er sein Debüt für sein neues Team am 11. Spieltag der Saison 2021 beim 32:13-Sieg gegen die Las Vegas Raiders geben, bei dem er zwei Tackles verzeichnete. Von diesem Spiel an kam er regelmäßig in den Special Teams der Bengals zum Einsatz. Nachdem sich diese bereits am vorletzten Spieltag mit einem 34:31-Sieg gegen die Kansas City Chiefs für die Playoffs qualifizierten, kamen beim Spiel gegen die Cleveland Browns am letzten Spieltag vor allem Spieler der zweiten Reihe zum Zug. So stand Thomas bei der 16:21-Niederlage in diesem Spiel erstmals in der Startformation der Bengals und konnte mit acht Tackles einen persönlichen Saisonhöchstwert verzeichnen. In den Playoffs kam Thomas dann wieder verstärkt in den Special Teams zum Einsatz. Durch einen 27:24-Sieg im AFC Championship Game gegen die Kansas City Chiefs konnte er sich zum ersten Mal in seiner Karriere für den Super Bowl qualifizieren. Im Super Bowl LVI trafen die Bengals auf die Los Angeles Rams. Auch in dem kam Thomas in den Special Teams zum Einsatz und konnte ein Tackle verzeichnen, eine 20:23-Niederlage jedoch nicht verhindern. In der Saison 2022 blieb Thomas ein wichtiger Bestandteil der Special Teams. Erneut konnte er mit den Bengals die Playoffs erreichen und erneut trafen sie im AFC Championship Game auf die Kansas City Chiefs, diesmal mussten sie sich den Chiefs jedoch mit 20:23 geschlagen geben.
Im März 2023 unterzeichnete Thomas einen neuen Vertrag über ein weiteres Jahr bei den Bengals. Im August 2023 wurde er jedoch von seinem Team entlassen, tags darauf erhielt er einen Platz im Practice Squad der Bengals. In der Saison 2023 kam er jedoch zu keinem Einsatz, nach Saisonende endete sein Practice-Squad-Vertrag und Thomas wurde ein Free Agent und beendete anschließend seine Karriere.

## Nach der Karriere
Nach seinem Karriereende wurde Thomas, der schon zu aktiven zeiten Mitglied der NFLPA gewesen war, im August 2024 zum Player Director der NFLPA ernannt.

## Karrierestatistiken
| Legende | Legende            |
| ------- | ------------------ |
| Fett    | Karrierehöchstwert |

### Regular Season
| Saison                             | Team             | Spiele | Spiele      | Tackles      | Tackles      | Tackles      | Tackles      | Interceptions | Interceptions | Interceptions | Interceptions | Interceptions | Interceptions | Fumbles      | Fumbles      | Fumbles      |
| Saison                             | Team             | Spiele | als Starter | Gesamt       | Solo         | Assist       | Sacks        | PD            | Int           | Yards         | Avg           | Lang          | TD            | erzwungen    | recovert     | TD           |
| ---------------------------------- | ---------------- | ------ | ----------- | ------------ | ------------ | ------------ | ------------ | ------------- | ------------- | ------------- | ------------- | ------------- | ------------- | ------------ | ------------ | ------------ |
| 2013                               | Dolphins         | 3      | 0           | 3            | 3            | 0            | 0,0          | 2             | 1             | 0             | 0,0           | 0             | 0             | 0            | 0            | 0            |
| 2014                               | Dolphins         | 8      | 2           | 18           | 15           | 3            | 0,0          | 0             | 0             | 0             | 0,0           | 0             | 0             | 0            | 0            | 0            |
| 2015                               | Dolphins         | 16     | 13          | 85           | 66           | 19           | 0,0          | 2             | 0             | 0             | 0,0           | 0             | 0             | 0            | 0            | 0            |
| 2016                               | Dolphins         | 16     | 8           | 58           | 43           | 15           | 1,0          | 1             | 0             | 0             | 0,0           | 0             | 0             | 2            | 1            | 0            |
| 2017                               | Dolphins         | 13     | 2           | 27           | 16           | 11           | 0,0          | 1             | 0             | 0             | 0,0           | 0             | 0             | 0            | 0            | 0            |
| 2018                               | Giants           | 16     | 6           | 59           | 41           | 18           | 1,0          | 6             | 2             | 26            | 13,0          | 26            | 0             | 1            | 0            | 0            |
| 2019                               | Giants           | 16     | 2           | 47           | 33           | 14           | 0,0          | 3             | 0             | 0             | 0,0           | 0             | 0             | 0            | 0            | 0            |
| 2020                               | Texans           | 9      | 0           | 16           | 8            | 8            | 0,0          | 0             | 0             | 0             | 0,0           | 0             | 0             | 0            | 0            | 0            |
| 2021                               | Bengals          | 8      | 1           | 18           | 9            | 9            | 0,0          | 1             | 0             | 0             | 0,0           | 0             | 0             | 0            | 0            | 0            |
| 2022                               | Bengals          | 16     | 0           | 12           | 5            | 7            | 0,0          | 0             | 0             | 0             | 0,0           | 0             | 0             | 0            | 0            | 0            |
| 2023                               | Bengals          | 0      | 0           | Ohne Einsatz | Ohne Einsatz | Ohne Einsatz | Ohne Einsatz | Ohne Einsatz  | Ohne Einsatz  | Ohne Einsatz  | Ohne Einsatz  | Ohne Einsatz  | Ohne Einsatz  | Ohne Einsatz | Ohne Einsatz | Ohne Einsatz |
| Gesamte Karriere                   | Gesamte Karriere | 121    | 34          | 343          | 239          | 104          | 2,0          | 16            | 3             | 26            | 8,7           | 26            | 0             | 3            | 1            | 0            |
| Quelle: pro-football-reference.com |                  |        |             |              |              |              |              |               |               |               |               |               |               |              |              |              |

### Postseason
| Saison                             | Team             | Spiele | Spiele      | Tackles | Tackles | Tackles | Tackles | Interceptions | Interceptions | Interceptions | Interceptions | Interceptions | Interceptions | Fumbles   | Fumbles  | Fumbles |
| Saison                             | Team             | Spiele | als Starter | Gesamt  | Solo    | Assist  | Sacks   | PD            | Int           | Yards         | Avg           | Lang          | TD            | erzwungen | recovert | TD      |
| ---------------------------------- | ---------------- | ------ | ----------- | ------- | ------- | ------- | ------- | ------------- | ------------- | ------------- | ------------- | ------------- | ------------- | --------- | -------- | ------- |
| 2016                               | Dolphins         | 1      | 1           | 6       | 3       | 3       | 0,0     | 1             | 1             | 16            | 16,0          | 16            | 0             | 0         | 0        | 0       |
| 2021                               | Bengals          | 4      | 0           | 3       | 3       | 0       | 0,0     | 0             | 0             | 0             | 0,0           | 0             | 0             | 0         | 0        | 0       |
| 2022                               | Bengals          | 3      | 0           | 0       | 0       | 0       | 0,0     | 0             | 0             | 0             | 0,0           | 0             | 0             | 0         | 0        | 0       |
| Gesamte Karriere                   | Gesamte Karriere | 8      | 1           | 9       | 6       | 3       | 0,0     | 1             | 1             | 16            | 16,0          | 16            | 0             | 0         | 0        | 0       |
| Quelle: pro-football-reference.com |                  |        |             |         |         |         |         |               |               |               |               |               |               |           |          |         |